# Wapen van Delfzijl

Het derde wapen van Delfzijl

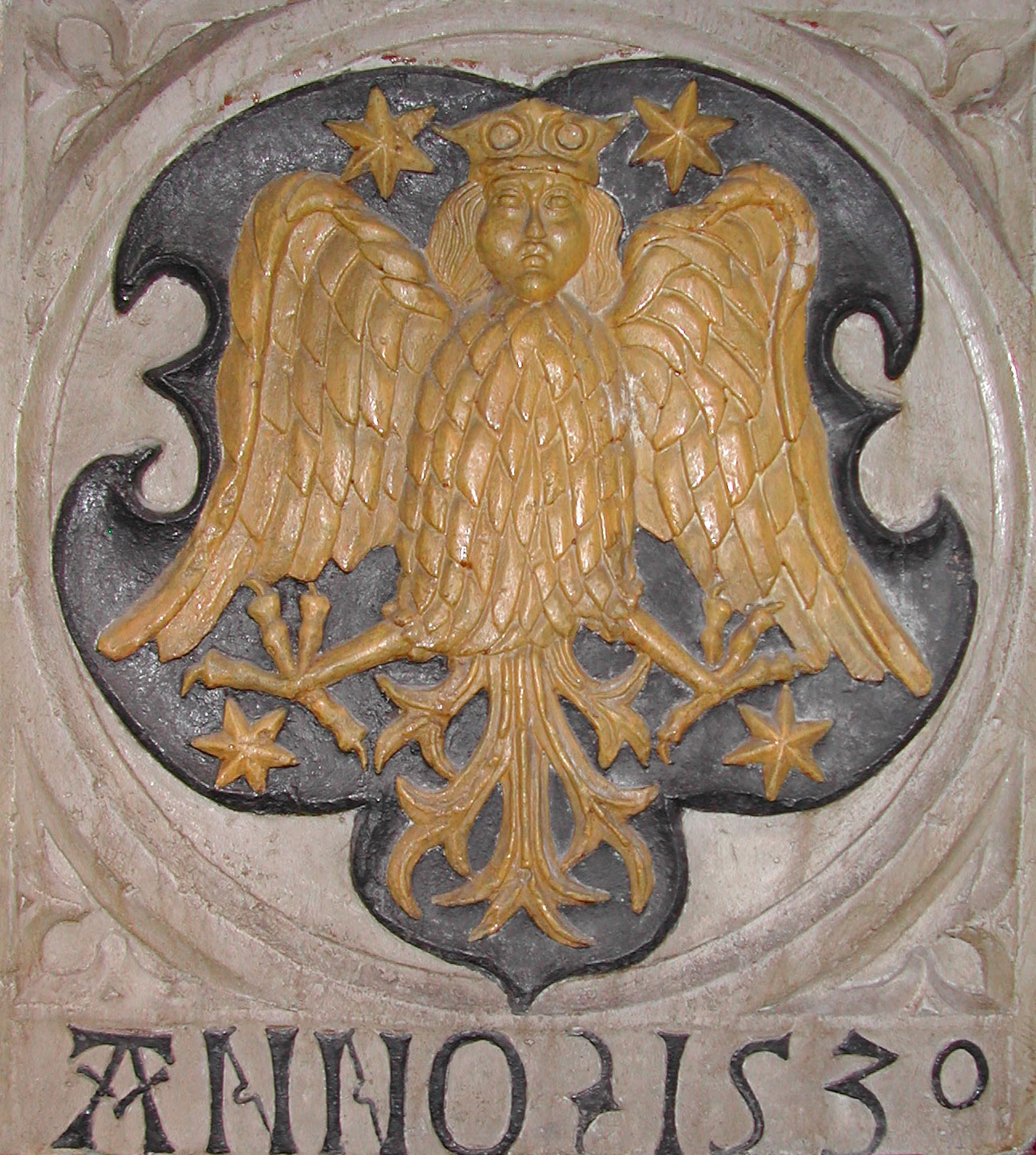
Het wapen van de familie Cirksena

Het derde wapen van Delfzijl was sinds 21 mei 1991 in gebruik tot 2021. Het eerste door de Hoge Raad van Adel toegekende wapen stamt uit 1887, dat wapen was toegekend zonder enige historische achtergrond. Het tweede en derde, het huidige, wapen hebben beide elementen uit historische wapens. Vanaf 2021 is het wapen niet langer als gemeentewapen in gebruik omdat de gemeente Delfzijl in de nieuwe gemeente Eemsdelta op is gegaan.

## Geschiedenis
Het eerste door de Hoge Raad van Adel toekende wapen is van 23 juli 1887. Dit wapen is toegekend zonder te kijken naar historische wapens of achtergronden. Het symboliseerde de scheepvaart en handel, belangrijke bronnen voor het bestaan van de stad Delfzijl. Dit gehele wapen, inclusief de schildhouders hadden betrekking op de handel.
Op 12 januari 1960 verkreeg Delfzijl een nieuw wapen, ditmaal was het een wapen met een historische achtergrond. De symbolen in het nieuwe wapen zijn allen van historisch belang. De poort behoorde tot het wapen van het Generale Zijlvest der Drie Delfzijlen en de harpij is een symbool van Oost Friesland, Delfzijl viel van 1506 tot 1518 onder het graafschap van graaf Edzard Cirksena de Grote van Oost Friesland. Deze begon ook al vrij snel in de stad met de bouw van een vesting. In 1518 nam hertog Karel van Gelre Delfzijl over van Cirksena.
De linker kant van het wapen vertoont drie rozen, drie hoorns en drie dolken in een gouden veld. Dit deel van het wapen is afgeleid van het wapen van het Huis Farmsum, dit huis was in het bezit van de familie Ripperda. Deze familie had verschillende dorpen en gebieden in het bezit, deze zijn later tot de gemeente Delfzijl gaan behoren.
De heer van Farmsum, Siddeburen en onderhorige dorpen, Egbert Rengers, zegelde in 1728 met een zegel met daarop een wapen dat gevierendeeld was. Het vertoonde een schild met in deel I en IV drie rozen boven en onder een dwarsbalk, het familiewapen van Rengers, en in delen II en III rozen, dolken en hoorns. Deze rozen, dolken en hoorns zijn het oude wapen van Farmsum. Het wapen had nog een hartschild met daarop een korenschoof, dat is het wapen van de familie Tuinga. Twee leeuwen dienen als schildhouders. In 1959 diende de gemeente een gelijk wapen in geplaatst op een muur. De Hoge Raad van Adel gaf echter de voorkeur aan een arabesk in plaats van een muur.
Op 30 mei 1991 verkreeg Delfzijl, naar aanleiding van de fusie met de gemeenten Bierum en Termunten, haar derde wapen. Het wapen van zijlvest is gebleven, de linkerhelft van het wapen is wel vervangen door het wapen van Bierum. Dit is een kerktoren, dat vroeger een baken was voor de scheepvaart. De verschillende stukken in het wapen zijn allen zo natuurlijk mogelijk uitgebeeld, daardoor is het wapen niet symmetrisch gevierendeeld. De leeuwen komen uit het wapen van Termunten, met het enige verschil dat zij nu getongd en genageld zijn van keel, dit is de kleur van het veld van het wapen van Termunten. Termunten heeft de leeuwen van de familie Houwerda gekregen. Omdat twee van de drie oude gemeentes een gekroond wapen voerden is het nieuwe wapen van Delfzijl gekroond.

## Blazoen

### Eerste wapen

Eerste wapen

Het blazoen van het eerste officiële, door de Hoge Raad van Adel erkende, wapen van Delfzijl werd aan de gemeente op 23 juli 1887 toegekend. De beschrijving luidde als volgt:
Van lazuur beladen met een anker, hamer en mercuriusstaf van goud en gedekt met een kroon van hetzelfde; schildhouders: rechts het beeld van Mercurius, links het beeld van de nijverheid, voorzien van hamer, rad en aambeeld, alles van natuurlijke kleur.
Dit hield in dat het schild blauw was met daarop een anker, hamer en mercuriusstaf van goud. Het schild werd gedekt door een gouden kroon. De schildhouders waren Mercurius aan de rechter zijde en links stond het beeld van de nijverheid, zij was voorzien van een hamer, rad en aambeeld. De schildhouders en hun attributen waren van natuurlijke kleur.
De officiële beschrijving maakt geen melding van het aantal fleurons op de kroon. Er bestaan afbeeldingen van het wapen met drie of vijf fleurons. De tekening van het instellingsregister van de Hoge Raad van Adel toont een gravenkroon, dat wil zeggen; een kroon met drie fleurons.

### Tweede wapen

Tweede wapen

Het tweede wapen werd op 12 januari 1960 aan de gemeente toegekend. De beschrijving luidde als volgt:
Gedeeld : I in sabel een aanziende gouden harpij, vergezeld in het schildhoofd van 2 zespuntige sterren van hetzelfde, de schildvoet doorsneden van zilver en azuur, het azuur beladen met 2 evenwijdige golvende dwarsbalken van zilver, over alles heen een muur van keel met 3 halfronde openingen, II van goud beladen aan de rechterzijde met 3 onder elkaar geplaatste dolken van sabel, de punten schuinslinks naar boven gericht, en aan de linkerzijde 3 onder elkaar geplaatste horens van sabel, de monden schuinsrechts en naar boven gericht; het schildhoofd van azuur, beladen met 3 naast elkaar geplaatste rozen van goud. Het schild gedekt met een gouden kroon van 5 bladeren en ter wederzijde gehouden door een leeuw van goud, getongd van keel.
De beschrijving geeft weer dat het wapen in twee delen is gedeeld.
- Het eerste deel is zwart van kleur met een gouden harpij die naar de toeschouwer kijkt, met in het schildhoofd twee zespuntige sterren van goud. De schildvoet is doorsneden van zilver en blauw, het blauwe heeft twee evenwijdige golvende dwarsbalken van zilver. Over dit geheel staat een rode muur met drie halfronde openingen.
- Het tweede deel is goud van kleur met aan de rechterzijde drie zwarte dolken onder elkaar, de punten staan naar linksboven gericht, aan de linker kant drie zwarte horens onder elkaar waarvan de monden naar rechts staan gericht. In het blauwe schildhoofd staan drie naast elkaar geplaatste gouden rozen.

Het schil is gedekt met een gouden markiezenkroon van vijf bladeren en wordt aan beide zijden gehouden door een gouden leeuw welke een rode tong heeft.

### Derde wapen
Het derde wapen werd op 30 mei 1991 aan de nieuw ontstane gemeente Delfzijl toegekend. De beschrijving daarvan luidt als volgt:
Naar links verschoven en verlaagd gevierendeeld : I in sabel een gekroonde harpij, ter weerszijden van de kroon vergezeld van een ster, alles van goud; II in zilver een schuinrechts geplaatste zadeldaktoren van keel, staande op de doorsnijdingslijn; III in azuur 3 golvende dwarsbalken van zilver en over alles heen een aan alle zijden de kwartierranden rakende muur met 3 halfronde poorten van keel; IV in azuur 3 golvende dwarsbalken van zilver.Het schild gedekt door een gouden kroon van 5 bladeren en ter weerszijden gehouden door een leeuw van zilver, getongd en genageld van keel.
Het schild is in vier delen gedeeld, echter niet symmetrisch maar het zwaartepunt ligt naar links en naar beneden. De delen zijn apart beschreven:
- Deel I is zwart gekleurd met een gouden gekroonde harpij, aan beide zijden van de kroon staat een gouden ster.
- Deel II is van zilver met daarin een rode toren met zadeldak welke schuin naar rechts is geplaatst. De toren staat niet op een grond maar op de lijn die het schild doorsnijd.
- Deel III is blauw van kleur met daarin drie zilveren golvende dwarsbalken. Over het geheel staat een rode muur met daarin drie halfronde poorten. De muur raakt alle kanten van het kwartier.
- Deel IV is blauw van kleur met daarin zilveren golvende dwarsbalken.

Het schild is gedekt door een gouden markiezenkroon van vijf bladeren en wordt aan beide kanten gehouden door een zilveren leeuw, rood getongd en genageld.